# بندجوب یک
بندجوب یک یک منطقهٔ مسکونی در ایران است که در دهستان بیرانوند جنوبی واقع شده‌است. بندجوب یک ۲۶ نفر جمعیت دارد.